# Vuelo 1363 de Air Ontario
El vuelo 1363 de Air Ontario era un vuelo local canadiense que cubría la ruta Thunder Bay-Dryden-Winnipeg, que se estrelló a los pocos minutos de despegar del Aeropuerto Regional de Dryden el 10 de marzo de 1989. 24 personas a bordo (3 miembros de la tripulación y 21 pasajeros) fallecieron en este accidente y 45 sobrevivieron.
La causa del accidente fue atribuida a la acumulación de nieve en las alas del avión siniestrado, debido a que no fue descongelado en tierra. En 1992, tres años después, otro Fokker F28 se estrelló, el vuelo 405 de USAir, por la misma causa.

## Investigación de la NTSB
La investigación reveló que una inservible APU (unidad de potencia auxiliar) y la falta de una unidad de alimentación externa en el Aeropuerto Regional de Dryden motivaron decisiones cuestionables que serían factores definitivos en el accidente del vuelo 1363. Si los motores habían sido apagados, no podían reiniciarse de nuevo por la inutilidad de la APU y la falta de alimentación externa, por lo tanto el motor de tierra fue activado durante la escala en Dryden. Había una nevada leve que por la tarde había dejado una capa de 0.6 a 1.3 cm sobre las alas del avión. Las alas habían sido descongeladas antes del despegue, pero el Fokker F28 no había sido descongelado porque mientras los motores están en funcionamiento, podrían entrar gases tóxicos a la cabina de pasajeros, por lo que los pilotos deciden no descongelarlo para el despegue.
Se carga el combustible necesario para volar a Winnipeg con los motores encendidos, mientras los pasajeros estaban en el avión. La descarga y carga de pasajeros demoró mucho tiempo y más tiempo estuvo el avión en tierra sin ser descongelado. A fin de evitar más retrasos y una mayor acumulación de nieve en las alas, el capitán George Morwood decidió no realizar esta operación. Aunque éste es un procedimiento muy dudoso, no es prohibido por las autoridades de aviación de Canadá, y tampoco lo eran en 1989. Las instrucciones de Air Ontario eran igual de dudosas.

## Informe final
La investigación del accidente fue subsumida en una investigación judicial por el juez Virgil P. Moshansky. Su informe mostró que las presiones competitivas causadas por la ausencia de regulaciones en las normas de seguridad y que muchas prácticas negligentes y procedimientos cuestionables colocan al piloto en una situación muy difícil. El informe también señala que el avión no fue programado para reabastecerse en un aeropuerto sin un equipo adecuado para ese fin y que ni los manuales ni los entrenamientos habían sido suficientes advertencias a los pilotos de los peligros de la acumulación de nieve en las alas. Moshansky culpó a las autoridades de aviación de Canadá por permitirle a Air Ontario expandirse en la operación de aviones más grandes y sofisticados sin revisar las deficiencias del resto de su flota de aviones.
Como consecuencia del accidente y de la investigación, se hicieron muchos cambios a los reglamentos de aviación en Canadá. Estos incluyen no sólo los nuevos procedimientos de reabastecimiento y descongelación de aviones, también incluyen nuevos reglamentos destinados a mejorar la seguridad general de todos los vuelos futuros en el país.

## Dramatización
Este accidente fue presentado en la séptima temporada de la serie Mayday: catástrofes aéreas, en el episodio «Asesino glacial», junto con el accidente del vuelo 405 de USAir.